# Mucropetraliella bennetti
Mucropetraliella bennetti är en mossdjursart som först beskrevs av Livingstone 1926.  Mucropetraliella bennetti ingår i släktet Mucropetraliella och familjen Petraliellidae. Inga underarter finns listade i Catalogue of Life.